# سكك حديد جيبوتي - إثيوبيا
سكة حديد جيبوتي - أثيوبيا (بالفرنسية: Chemin de Fer Djibouto-Éthiopien)‏، (CDE) هو خط سكة حديد مقياس متر في القرن الأفريقي الذي ربط أديس أبابا مع مدينة جيبوتي الساحلية. كانت الشركة العاملة تعرف أيضًا باسم سكك حديد جيبوتي - أثيوبيا. بُنيت السكة الحديدية في 1894-1917 لربط العاصمة الإثيوبية بأرض الصومال الفرنسية. وخلال العمليات المبكرة، زودت إثيوبيا غير الساحلية بوصولها الوحيد إلى البحر. بعد الحرب العالمية الثانية، لكنها تحولت تدريجياً إلى حالة سيئة بسبب المنافسة من النقل البري.
جرى استبدال خط السكة الحديد في الغالب بسكة حديد أديس أبابا - جيبوتي، وهو خط سكة حديد كهربائي قياسي بدأ العمل في عام 2017. توقف العمل في خط سكة حديد مقياس المتر في وسط إثيوبيا وجيبوتي. ومع ذلك، لا يزال قسم مُعاد تأهيله يعمل بالقرب من الحدود الإثيوبية الجيبوتية. حتى فبراير 2018، كانت تعمل خدمة الركاب والشحن المشتركة مرتين أسبوعيًا بين مدينة ديري داوا الإثيوبية وحدود جيبوتي، وتتوقف عند دونلي (الركاب) وغليل (الشحن). تم الإعلان عن خطط في عام 2018 لإعادة تأهيل المسار من دير داوا إلى ميسو.

## روابط خارجية
- موقع فرنسي يغطي التاريخ
- السكة الحديدية الفرنسية الإثيوبية وتاريخها
- السكة الحديد الفرنسية الإثيوبية ، 1936
- موقع فرنسي عن قطار جيبوتي - أديس أبابا ، من أمس إلى اليوم